# Corcelles-sur-Chavornay

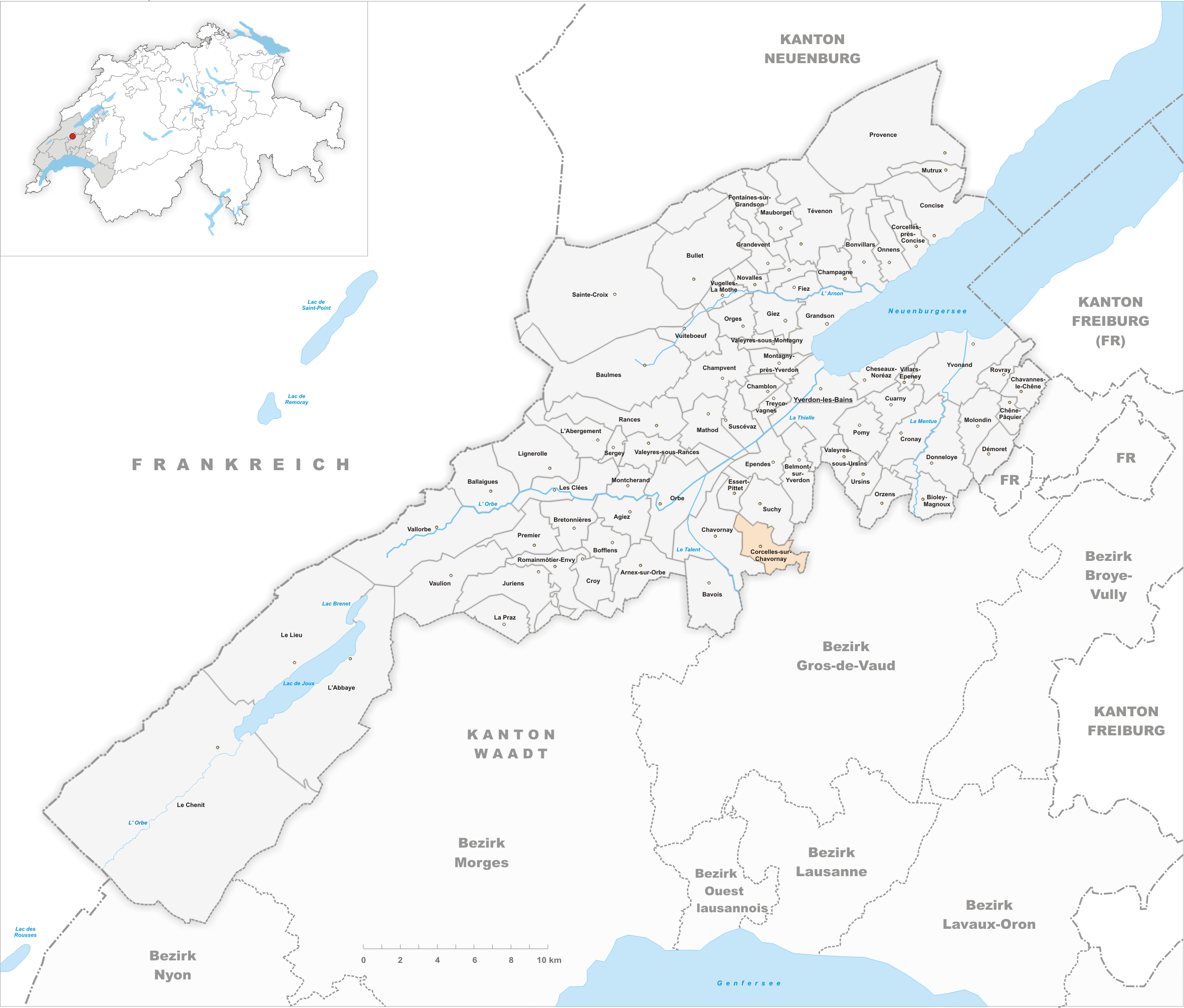
Gemeindestand vor der Fusion am 1. Januar 2017

Corcelles-sur-Chavornay war bis zum 31. Dezember 2016 eine politische Gemeinde im Distrikt Jura-Nord vaudois des Kantons Waadt in der Schweiz. Auf den 1. Januar 2017 fusionierte Corcelles-sur-Chavornay mit der Gemeinde Essert-Pittet zur neuen Gemeinde Chavornay.

## Geographie
Corcelles-sur-Chavornay liegt auf 558 m ü. M., sechs Kilometer ostsüdöstlich von Orbe und neun Kilometer südsüdwestlich der Bezirkshauptstadt Yverdon-les-Bains (Luftlinie). Das Haufendorf erstreckt sich an einem sanft nach Westen geneigten Hang oberhalb von Chavornay, rund 100 m über der Orbeebene, im Waadtländer Mittelland.
Die Fläche des 5,5 km² großen Gemeindegebiets umfasst einen Abschnitt des Waadtländer Mittellandes. Der westliche Gemeindeteil umfasst den offenen Hang von Corcelles-sur-Chavornay mit den Quellbächen des Ruisseau de Sadaz. Im Norden bildet der Bach Ruisseau des Combes abschnittsweise die Grenze. Nach Osten erstreckt sich der Gemeindeboden auf den breiten bewaldeten Kamm zwischen der Orbeebene und dem Tal des oberen Buron. Der Kamm bildet einen nördlichen Ausläufer des Hochplateaus des Gros de Vaud. Ein schmaler Zipfel des Gebietes reicht bis jenseits des Bachlaufs des Buron. Im Waldgebiet Bois Désert wird mit 620 m ü. M. der höchste Punkt von Corcelles-sur-Chavornay erreicht. Von der Gemeindefläche entfielen 1997 5 % auf Siedlungen, 30 % auf Wald und Gehölze und 65 % auf Landwirtschaft.
Zu Corcelles-sur-Chavornay gehören einige Einzelhöfe. Die Nachbargemeinden von Corcelles-sur-Chavornay sind im Westen Chavornay, im Norden Suchy, im Nordosten Essertines-sur-Yverdon, im Südosten Vuarrens und im Süden Penthéréaz.

## Bevölkerung
Mit 353 Einwohnern (Stand 31. Dezember 2015) gehört Corcelles-sur-Chavornay zu den kleinen Gemeinden des Kantons Waadt. Von den Bewohnern sind 92,8 % französischsprachig, 4,9 % deutschsprachig und 1,0 % spanischsprachig (Stand 2000). Die Bevölkerungszahl von Corcelles-sur-Chavornay belief sich 1850 auf 336 Einwohner, 1900 auf 307 Einwohner. Nachdem die Bevölkerung bis 1970 auf 233 Einwohner abgenommen hatte, wurde seither wieder eine steigende Tendenz beobachtet.

## Wirtschaft
Corcelles-sur-Chavornay war bis in die zweite Hälfte des 20. Jahrhunderts ein vorwiegend durch die Landwirtschaft geprägtes Dorf. Noch heute haben der Ackerbau und der Obstbau eine wichtige Bedeutung in der Erwerbsstruktur der Bevölkerung. An einem Südhang unterhalb des Dorfes gibt es ein kleines Weinbaugebiet.
Seit dem 18. Jahrhundert befand sich auf dem Höhenrücken westlich des Burontals eine Ziegelei, die bis 1909 in Betrieb war. Von Mitte des 19. Jahrhunderts bis nach 1900 wurden in Corcelles-sur-Chavornay Uhren in Heimarbeit hergestellt. Heute gibt es außerhalb des primären Sektors nur relativ wenige Arbeitsplätze im lokalen Kleingewerbe und im Dienstleistungssektor. In Pré Carré befindet sich seit 1924 eine Erholungsklinik. In den letzten Jahrzehnten hat sich das Dorf zu einer Wohngemeinde entwickelt. Viele Erwerbstätige sind deshalb Wegpendler, die im Raum Yverdon-les-Bains und im Großraum Lausanne arbeiten.

## Verkehr
Die Gemeinde ist verkehrstechnisch gut erschlossen. Sie liegt an einer Verbindungsstrasse von Chavornay nach Vuarrens; auch zu den anderen Nachbardörfern bestehen gute Verbindungen. Der Autobahnanschluss Chavornay an der 1981 eröffneten A1 (Lausanne-Yverdon) ist nur rund 2 km vom Ortskern entfernt. Durch einen Postautokurs, der von Chavornay nach Echallens verkehrt, ist Corcelles-sur-Chavornay an das Netz des öffentlichen Verkehrs angebunden.

## Geschichte
Die erste urkundliche Erwähnung des Ortes erfolgte bereits im Jahr 885 unter dem Namen Corceles. Später erschienen die Bezeichnungen Corzales (1228), Courcelle (1397) und Courselles (1433). Der Ortsname ist auf das lateinische Wort corticella (kleiner Hof) zurückzuführen.
Corcelles-sur-Chavornay gehörte im Hochmittelalter zum Königreich Hochburgund. Seit dem 12. Jahrhundert unterstand es der Herrschaft Bavois und geriet dadurch nach 1263 in den Einflussbereich von Savoyen. Im Rahmen einer Erbteilung löste sich das Dorf 1520 von Bavois und bildete fortan eine eigene kleine Herrschaft.
Mit der Eroberung der Waadt durch Bern im Jahr 1536 kam Corcelles-sur-Chavornay unter die Verwaltung der Landvogtei Yverdon. Nach dem Zusammenbruch des Ancien Régime gehörte das Dorf von 1798 bis 1803 während der Helvetik zum Kanton Léman, der anschließend mit der Inkraftsetzung der Mediationsverfassung im Kanton Waadt aufging. 1798 wurde es dem Bezirk Orbe zugeteilt.

## Sehenswürdigkeiten
Der heutige Bau der im 13. Jahrhundert erwähnten Pfarrkirche wurde 1754 errichtet. Das Schloss mit einem zentralen Turm stammt aus dem 17. Jahrhundert. Es war von 1884 bis 1963 ein Erholungsheim, heute sind darin Mietwohnungen untergebracht. Im Ortskern sind einige charakteristische Bauernhäuser aus dem 17. bis 19. Jahrhundert erhalten.

## Persönlichkeiten
- Cäsar Joseph von Lentulus (1683–1744), kaiserlicher Feldmarschall-Lieutenant und zuletzt Kommandant der Festung Kronstadt